# Flugplatz Bresso

i7
i11
i13
Der Flugplatz Bresso (ICAO-Code: LIMB) befindet sich in der norditalienischen Region Lombardei, rund zehn Kilometer nördlich der Stadtmitte von Mailand, auf dem Gebiet der Gemeinde Bresso. Der Flugplatz wird vom Aeroclub Mailand und von der Allgemeinen Luftfahrt genutzt.

## Verkehrsanbindung
Der Flugplatz liegt im Mailänder Nordpark (Parco Nord Milano) an der Autobahn A4 und an der mehrspurigen Straße SP 5 (Viale Fulvio Testi). Unweit ist die Endstation Bignami der Linie 5 der Mailänder U-Bahn.

## Infrastruktur
Der Flugplatz hat eine asphaltierte, 1080 Meter lange Start- und Landebahn, die in Nord-Süd-Richtung verläuft (18/36). Im Westen befinden sich eine Abstellfläche und Wartungshallen, im Osten liegt der ehemalige militärische Teil.

## Geschichte
Der Flugplatz entstand 1912. In den ersten Jahren wurde er nach den zwei Nachbargemeinden auch als „Flugplatz Sesto San Giovanni“ oder „Flugplatz Cinisello Balsamo“ bezeichnet. In den beiden Weltkriegen wurde der Flugplatz militärisch genutzt. Die Firma Breda baute hier Flugzeuge und bildete auch Piloten aus. Nach dem Zweiten Weltkrieg wurde Bresso bis 1998 Stützpunkt des 3. Heeresflieger-Regiments. Seit 1927 dient der Flugplatz auch der allgemeinen Luftfahrt. Im Jahr 1960 zog der Aeroclub Mailand vom Flughafen Mailand-Linate nach Bresso, weil man in Linate wegen des dortigen Flughafenausbaus keine angemessenen Betriebsbedingungen mehr hatte. Im Jahr 1965 wurde in Bresso die Piste asphaltiert, bis dahin war sie Graspiste. Trotz des zunehmenden Flugbetriebs gliederte man im Lauf der Zeit weite Teile des Flugplatzes in den Mailänder Nordpark ein und forderte sogar den Abzug des Aeroclubs, der in der Zwischenzeit nach seinem verunglückten Vorsitzenden Franco Bordoni-Bisleri benannt worden war.

## Zwischenfälle
- Am 30. April 1944 wurde das Transportflugzeug Fiat G.18 V der Aeronautica Militare mit dem Luftfahrzeugkennzeichen I-ELCE bei einem Bombenangriff auf Bresso auf der Landebahn stehend zerstört.[1]